# قارية (الشاهل)

تعديل مصدري - تعديل

قارية هي إحدى قرى عزلة الامرور بمديرية الشاهل التابعة لمحافظة حجة، بلغ تعداد سكانها 580 نسمة حسب تعداد اليمن لعام 2004.